# Janeth Jepkosgei
Janeth Jepkosgei, född den 13 december 1983 i Kabirirsang i Kenya, är en kenyansk friidrottare som tävlar på 800 meter. 
Jepkosgei slog igenom vid junior-VM 2002 då hon vann 800 meter på tiden 2:00.80. Under 2005 lyckades hon för första gången springa under 2 minuter när hon noterade tiden 1:57.82. Ett ännu större steg i karriären var när hon vid Samväldesspelen 2006 vann guld på 800 meter med tiden 1:57.88. Vidare deltog hon vid Afrikanska mästerskapen 2006 där hon vann guld.
I finalen vid VM 2007 i Osaka slog hon till med guld och ett nytt personligt rekord på världstiden 1.56,18. Samma år vann hon även IAAF World Athletics Final i Stuttgart. 
Under 2008 hamnade Jepkosgei i skuggan av landsmannen och grenens nya stjärnskott Pamela Jelimo som vann alla tävlingar under året samt raderade ut Jekosgeis kenyanska rekord på 800 meter. Jepkosgei blev under året silvermedaljör vid Olympiska sommarspelen 2008 och vid IAAF World Athletics Final.
Under 2009 seglade Jepkosgei upp som en av favoriterna till att vinna guldet på 800 meter vid VM 2009. Detta eftersom landsmannen Jelimo inte presterat särskilt väl. Men precis innan VM gjorde Sydafrikanskan Caster Semenya en världstid på distansen. Det var mellan dessa kampen om guldet stod vid VM och Jepkosgei fick se sig besegrad av Semenya och hon slutade tvåa på tiden 1.57,90.